# Miles Bridges
Miles Emmanuel Bridges Sr. (* 21. März 1998 in Flint, Michigan) ist ein US-amerikanischer Basketballspieler.
Bridges ist 1,98 Meter groß und läuft meist als Power Forward auf. Er wurde im NBA-Draft 2018 von den Los Angeles Clippers ausgewählt, jedoch gleich an die Charlotte Hornets abgegeben.

## Laufbahn
Bridges spielte als Schüler für die Mannschaft der Flint Southwestern Academy im US-Bundesstaat Michigan und wechselte 2013 zu Huntington Prep nach West Virginia. In seinem Senior-Jahr kam Bridges für Huntington auf Mittelwerte von 25 Punkten, zehn Rebounds, fünf Korbvorlagen sowie zwei Ballgewinnen je Begegnung.
Er schloss sich den Spartans der Michigan State University an und entwickelte sich bereits in seiner Freshman-Saison zum Leistungsträger. Von Trainern und Berichterstattern der Big Ten Conference wurde er zum besten Liganeuling der Saison 2016/17 gewählt. Insgesamt stand Bridges zwischen 2016 und 2018 in 62 Spielen für die Hochschulmannschaft auf dem Feld und verbuchte 17 Punkte, 7,6 Rebounds sowie 2,4 Korbvorlagen pro Partie. Ende März 2018 gab er das Ende seiner Universitätszeit bekannt und schrieb sich für das Draft-Verfahren der NBA ein. Bei dem Talentauswahlverfahren im Juni 2018 sicherten sich die Los Angeles Clippers an zwölfter Stelle die Rechte an Bridges, gaben diese aber im Rahmen eines Tauschs sofort an die Charlotte Hornets weiter.
Nachdem Bridges in den ersten drei Spielen der Saison 2021/22 durchschnittlich 25 Punkte, 8 Rebounds, 2 Assists und 2,7 Ballgewinne erzielte und damit Charlotte zu drei Siegen verholfen hatte, wurde er zum Spieler der Woche in der Eastern Conference ernannt. Anfang November 2022 wurde Bridges von einem Gericht in Los Angeles wegen häuslicher Gewalt zu einer dreijährigen Bewährungsstrafe verurteilt.

## Karriere-Statistiken

### NBA

#### Hauptrunde
| Saison  | Team      | GP  | GS  | MPG  | FG % | 3P % | FT % | RPG | APG | SPG | BPG | PPG  |
| ------- | --------- | --- | --- | ---- | ---- | ---- | ---- | --- | --- | --- | --- | ---- |
| 2018–19 | Charlotte | 80  | 25  | 21.2 | .464 | .325 | .753 | 4.0 | 1.2 | 0.7 | 0.6 | 7.5  |
| 2019–20 | Charlotte | 65  | 64  | 30.7 | .424 | .330 | .809 | 5.6 | 1.8 | 0.6 | 0.7 | 13.0 |
| 2020–21 | Charlotte | 66  | 19  | 29.3 | .503 | .400 | .867 | 6.0 | 2.2 | 0.7 | 0.8 | 12.7 |
| 2021–22 | Charlotte | 80  | 80  | 35.5 | .491 | .331 | .802 | 7.0 | 3.8 | 0.9 | 0.8 | 20.2 |
| 2023–24 | Charlotte | 69  | 67  | 37.4 | .462 | .349 | .825 | 7.3 | 3.3 | 0.9 | 0.5 | 21.0 |
| Gesamt  | Gesamt    | 360 | 255 | 30.7 | .470 | .347 | .813 | 6.0 | 2.5 | 0.8 | 0.7 | 14.8 |